# Национални парк Агтелек
Национални парк Агтелек (мађ. Aggteleki Nemzeti Park) (ANP) је национални парк у северној Мађарској, у Агтелек крашком региону. Најзначајније вредности националног парка су посебне површинске формације и пећине у овом кречњачком пејзажу. То је четврти национални парк основан у Мађарској, настао 1985. године из подручја заштите пејзажа Агтелек. Ово је био први национални парк у Мађарској који је основан посебно за заштиту геолошких вредности, површинских крашких феномена региона и чувених сталактитних пећина, али садржи и многе заштићене биљне и животињске врсте.

## Опис
Парк се састоји од 280 пећина различитих величина. Простире се на укупној површини од 198,92 km2 од чега је 39,22 km2 под појачаном заштитом. На овом подручју се налази највећа сталактитна пећина Европе: пећина Барадла (дуга 26 km, од чега је 8 km у Словачкој, позната под именом Домица). Неколико пећина има различите специјалитете. На пример, Пећина мира има санаторијум који помаже у лечењу људи који пате од астме.

## Историја
Прва писана документација о пећинама датира из 1549. године. Од 1920. године користи се као туристичка атракција. Сам Национални парк Агтелек је основан 1985. Он је део Унескове Светске баштине од 1995. заједно са пећинама Словачког краса.

## Фауна
Животиње присутне у националном парку Аггтелек укључују даждевњака, понија, обичног мишара, источни царски орао, панонског гуштера, белогрли дипер, црвеног јелена, риса, дивљу свињу, вука, чупави синицу, златну синицу, зимовку, лештарку, водомара, руси сврачка, ластиног репка, пругастог једрилца, скакавца са тестерастим ногама.

## Фотографије
- Барадла пећина
- Пећина Ваш Имре у Јошвафеу
- Река Бодва
- Поглед на брдо Естрамош